# Derevnja
La derevnja (in russo деревня?) è un tipo di località abitata rurale della Russia.
La parola  significa "agglomerato urbano" e, nonostante ciò che si crede, il nome  non deriva dalle case in legno che si costruivano in passato. Sino al XVII-XVIII secolo indicava la corte e prima ancora il terreno agricolo.
Nel monumento letterario del XVI secolo Domostroj possiamo trovare l'espressione "arare la derevnja".
Un significato più antico di derevnja è "terreno disboscato" in altre parole un terreno coltivabile senza arbusti.
Per questo nella lingua lituana si è mantenuta la parola "dirva" che significa "campo".

## La struttura economico-sociale
All'inizio del Ventunesimo secolo la derevnja è il modello abitativo più diffuso in Russia, sebbene la maggior parte degli abitanti del Paese viva nelle città.
l'occupazione principale degli abitanti (per lo più contadini) è l'agricoltura.
Con l'avvento dell'industrializzazione la quantità di derevni sull'intero territorio diminuisce notevolmente, così che molti abitanti dalle derevni cercano di arrivare nelle grandi città al fine di trovare sistemazioni comode e stipendi alti.
Esiste anche una tendenza inversa. Il desiderio di pace e di tranquillità ha indotto i cittadini più attempati e gli intellettuali più creativi ad acquistare o costruire le proprie abitazioni nelle derevni.
Con sviluppo tecnologico di internet, gli abitanti delle grandi città si aprirono alla possibilità di non essere più così legati al posto di lavoro e raggiungere così il tanto atteso sogno di una vita armoniosa a contatto con la natura.
D'altro canto, alla luce dell'incredibile (inverosimile) aumento dei prezzi delle abitazioni, della sanità e dei prodotti alimentari ecologici, la vita nella derevnja diventa economica e più appetibile.
Tenendo conto che una volta raggiunte le comodità (della vita quotidiana) (gas, elettricità, acqua, impianti di fognatura, telefono, internet...) anche nelle derevnie, l'idea della sistemazione urbana come più conveniente diventa discutibile.

## La derevnja, come proprietà in Russia dal XVII secolo all'inizio del XX
Modalità di acquisto e alcuni tipi di documenti legali sul possesso della derevnja
- eredità dai genitori, per testamento.
- donazione da familiari, tramite atto di donazione o testamento.
- spartizione tra fratelli e sorelle dopo il decesso di uno dei genitori, tramite un documento di divisione (atto).
- In dote per la moglie, tramite un accordo scritto
- acquisto da familiari o da terzi, tramite atto di vendita.
- la conversione di interessi moratori di un privato cittadino nella vendita.

Acquisto della proprietà descritte per il mancato pagamento del debito, tramite aste pubbliche e atto di vendita.
- Anticamente, per investitura zarista grazie al merito militare
- Per investitura zarista per meriti speciali, tramite decreto.

## La derevnja nell'arte
Il concetto di "derevnja come casa del padre" veniva spesso usato come oggetto di opere letterarie e lo si trovava in poesia (Puškin, Nekrasov, Esenin).
Conosciuto per i versi sulla derevnja russa, il poeta autodidatta è il rappresentante della corrente letteraria contadina, I. Surikov è il famoso autore dei poemi di "Infanzia" ( "ecco la mia derevnja// ecco la mia casa...").
In epoca sovietica, in prosa si formò una corrente letteraria: scrittori che scrivevano sulla derevnja e i suoi abitanti, si chiamavano "derevenščiki", una delle migliori "prose sulla derevnja" è il povest' di V. Rasputin Addio alla madre, dove viene descritto il dramma degli abitanti della derevnja, che in seguito alla costruzione di una centrale idroelettrica e la formazione di un bacino idrico che viene riempito d'acqua.